# Sanaz Marand
Sanaz Marand (21 giugno 1988) è una tennista statunitense.

## Biografia
A livello juniores ha vinto un titolo in singolo e otto in doppio. Come professionista ha ottenuto il suo best ranking in singolo nel 2014 (264ª posizione).
Nel 2010 si è presa una pausa dal tennis per completare gli studi in psicologia alla Università della Carolina del Nord a Chapel Hill.
In doppio ha esordito nel circuito WTA al Citi Open del 2014 avendo Louisa Chirico come compagna, ma le due hanno perso al primo turno per mano delle esperte Arina Rodionova e Olivia Rogowska. Sanaz Marand ha invece poi vinto un titolo insieme a Jamie Loeb.